# فرانک رودام
فرانک رودام (انگلیسی: Franc Roddam؛ زادهٔ ۲۹ آوریل ۱۹۴۶) فیلم‌نامه‌نویس و کارگردان اهل بریتانیا است. وی از سال ۱۹۶۹ میلادی تاکنون مشغول فعالیت بوده‌است.

## فیلم‌شناسی
- Quadrophenia (1979) - کارگردان/دستیار نویسنده
- The Lords of Discipline (1983) - کارگردان
- عروس (1985) - کارگردان
- آریا (1987) - دستیار کارگردان
- War Party (1988) - کارگردان
- کی۲ (1991) - کارگردان